# Turkálófélék
A turkálófélék (Bathyergidae) az emlősök (Mammalia) osztályába és a rágcsálók (Rodentia) rendjébe tartozó család.

## Rendszerezés
A családba 2 alcsalád, 6 nem és 27 faj tartozik:
- Bathyerginae Waterhouse, 1841
- Heterocephalinae Landry, 1957
  - Heterocephalus Rüppell,, 1842 – 1 faj
    - csupasz turkáló vagy csupasz földikutya (Heterocephalus glaber) Rüppell, 1842